# Manny Ribera
Manolo Ray "Manny" Ribera is een personage uit de film Scarface van regisseur Brian De Palma. Het personage werd gespeeld door Steven Bauer. Manny is de deuteragonist en is de beste vriend van drugsbaron Tony Montana (Al Pacino).  

## Personage
Manolo, door zijn vrienden 'Manny' genoemd, is een Cubaanse vluchteling. Manny is op de vlucht voor het schrikbewind van dictator Fidel Castro en hoopt in de Verenigde Staten op een beter leven. Voordien was hij soldaat in het Cubaanse leger. Hij presenteert zich reeds vroeg in de film als een flegmatieke, sympathieke, goedlachse en relatief eerbare persoonlijkheid. Daarnaast wordt vrij snel duidelijk dat hij tegengesteld is aan Tony Montana wat betreft hun eigenheid. Hoewel hij aanvankelijk louter Tony's beste vriend en partner-in-crime is, wordt Manny naarmate het einde van de film nadert deels ook Tony's psycholoog. Hij moet een waanzinnige Tony vaak kalmeren en verleent hem morele bijstand wanneer hij ondoordachte beslissingen dreigt te nemen. Manny is gesteld op zijn uiterlijk. Hij is tevens excessief geïnteresseerd in vrouwen, maar hij behoudt steeds zijn sympathieke natuur. Manny heeft zelden een uitspatting en is minder explosief dan Tony. Hij wikt doorgaans zijn woorden en denkt uitgebreider na over hun plannen dan zijn vriend. Manny oogt als dusdanig meer bedachtzaam, slimmer en gereserveerder dan Tony. 

## Levensloop
In 1980 arriveert Manny samen met zijn vriend Tony Montana per boot in Miami tijdens de Mariel-exodus. Hierna werd Manny een maand naar het detentiekamp "Freedom Town" gestuurd in afwachting van een geldige green card. Hij en Tony bemachtigen hun verblijfspapieren pas nadat zij op “Freedom Town” een deserteur van de Communistische Partij van Cuba, ene Emilio Rebenga, ombrengen en wanneer zij aan de slag kunnen als afwasser in een hamburgertent in de wijk Little Havana. Beiden stoppen met deze job wanneer zij op een gegeven avond worden benaderd door Omar Suárez, de onderbaas van een drugskartel geleid door Frank Lopez. Zo belandt hij al snel in het drugsmilieu. Suárez geeft hen de opdracht een lading cocaïne op te halen bij een Colombiaan genaamd Héctor. De man verblijft in een hotel aan het strand. Deze deal gaat helemaal verkeerd. Een handlanger van Tony en Manny wordt vermoord met een kettingzaag, terwijl ook Manny wordt geraakt door een kogel. Hij, Tony en vriend Chi-Chi rijden weg en kunnen ontkomen aan de hinderlaag. Manny herstelt nadien van de schotwond. 
Manny werkt vanaf dat ogenblik voor Lopez. Als Tony machtiger wordt dan Lopez, neemt hij samen met hem Lopez' rijk over. Manny verdedigt Tony succesvol wanneer hij onder vuur wordt genomen door twee huurmoordenaars, die door Lopez werden ingeschakeld nadat Tony zijn vrouw Elvira publiekelijk verleidde. Voor rekening van Tony vermoordt hij Lopez. Diezelfde avond besluiten Manny en Tony een stapje in de wereld te zetten en gaan ze naar een nachtclub. Daar aangekomen blijkt dat Tony's zus Gina aanwezig is. Manny maakt kennis met Gina, maar bovenal met Tony's overbezorgde temperament. Manny ziet hoe Tony een man furieus afranselt in de toiletten omdat hij vindt dat de man Gina onteert. Op weg naar huis maakt Tony hem duidelijk dat niemand zonder zijn toestemming aan zijn zus mag raken. Tony's drieste razernij kwam tot stand na een opmerking van Manny, die aangaf Gina wel graag te hebben. Zelfs zijn beste vriend geniet geen uitzondering. Met die laatste waarschuwing in gedachten sluit Manny geschrokken de avond af. Na deze gebeurtenissen komen Manny en Tony eveneens in contact met Alejandro Sosa, een machtige drugsbaron. Sosa is onder andere verantwoordelijk voor de dood van de door zijn kartel ontmaskerde informant Omar Suárez, die wordt verhangen vanuit een helikopter. De samenwerking met Sosa stuwt Manny en Tony helemaal naar de top van de drugswereld. Daarvoor was Manny reeds Tony's getuige geweest voor diens huwelijk met Elvira Hancock, de weduwe van Frank Lopez. 
Tony raakt ernstig verslaafd aan cocaïne. Manny (en zijn overige vrienden/bodyguards) dragen de gevolgen ervan. Zijn vriendschap met Tony komt meermaals onder druk te staan, hoewel de vriendschap tussen Manny en Tony nooit expliciet verwatert. Hun wederzijds vertrouwen is namelijk te groot. Toch zorgt Tony's veranderende gedrag ervoor dat Manny steeds minder sympathie voor hem lijkt te hebben. Desondanks wijkt Manny nooit van Tony's zijde. Een vaak paranoïde, uitgekookte en bedwelmde Tony is evenwel niet langer bij machte om naar zijn vriend te luisteren. Manny geeft Tony financieel advies en krijgt de leiding over de beveiliging wanneer Tony zijn landhuis koopt. Wanneer Tony problemen begint te ondervinden met zowel diverse bankkosten als met het geld dat voortdurend binnenstroomt door de drugshandel, stelt Manny voor een boekhouder op te zoeken, een zekere Seidelbaum, die hun geld zal gaan beheren. Die beslissing van Manny zou uitdraaien op één grote vergissing. Terwijl Seidelbaum hun geld telt en de miljoenen omzet in cheques, onthult Seidelbaum zichzelf als een undercoveragent die Tony arresteert voor belastingontduiking. Die laatste is natuurlijk boos op Manny, omdat ze nu drie jaar gevangenisstraf riskeren. 
Terwijl Tony als quid pro quo een (mislukte) missie uitvoert voor Sosa in New York verdwijnt Manny en trouwt heimelijk met Gina Montana. Hij kon zijn gevoelens voor Gina niet onderdrukken. Eerder in de film bleek liefde in de lucht te hangen tussen Manny en Gina. Wanneer Tony thuiskomt en het adres van zijn moeder krijgt, laat hij zich er per zijn persoonlijke chauffeur heen brengen en snuift in de auto grote hoeveelheden coke. Manny opent de deur en Gina verschijnt boven aan de trap. Woedend schiet een zichtbaar door cocaïne aangevuurde Tony zijn vriend genadeloos twee keer in de buik (hoewel de tweede opname in de tv-versie is bewerkt) en doodt hem. Gina rent de trap af en huilt over Manny's lichaam voordat ze Tony vertelt dat ze de dag ervoor zijn getrouwd. Nadat hij terug is gegaan naar zijn landhuis, toont Tony effectief spijt dat hij zijn vriend heeft vermoord, maar wordt hij kort daarna vermoord door Sosa's handlanger The Skull in een enorme schietpartij.

## Trivia
- Vertolker Steven Bauer was de enige "echte" Cubaan in de hoofdcast. Andere belangrijke castleden die Cubanen speelden zijn Al Pacino, Mary Elizabeth Mastrantonio (Gina) en Robert Loggia (Frank Lopez). Naast Bauer is ook komiek Ángel Salazar, die in de film Tony Montana's huisvriend en handlanger Chi-Chi speelt, een geboren Cubaan. Zowel Bauer als Salazar werden geraadpleegd door hun collega's en regisseur Brian De Palma voor advies over de Cubaanse gewoontes en cultuur.

- Steven Bauer deed geen auditie voor de rol van Manny. Hij was meteen de eerste acteur die de rol kreeg toegewezen.